# Tequila (Jalisco)
Santiago de Tequila (šp. za "Sv. Jakov od Tequile"; nahuatl: Tequillan za "Mjesto danka") grad u istoimenoj općini u meksičkoj državi Jalisco. Nalazi ispod planine Chiquihuitillo (koja se sada jednostavno zove vulkan Tequila), u dubokoj dolini rijeke Rio Grande, oko 60 km od glavnog grada države, Guadalajare.
Grad Tequila je najpoznatiji kao mjesto gdje je nastalo istoimeno alkoholno piće, tequila, koje se pravi od plave agave, biljke koja je autohtona ovom području. Zbog duge povijesti ovog svjetski popularnog pića, 34,658 ha grada Tequile i njegovog kultiviranog krajolika nasada agava su upisani na UNESCO-ov popis mjesta svjetske baštine u Sjevernoj Americi 2006. godine kao "prostrani kultirvirani krajolik koji je oblikovan proizvodnjom tequile od 16. stoljeća, ali i otprije najmanje 2.000 godina uzgojem agave za fermentirana pića i tkanine, za što su Teuchitlanski narodi izgradili poljoprivredne terase, naselja, hramove i obredne humke od oko 200. – 900. godine".

## Povijest
Pripitomljavanje plave agave je otpočelo otprilike prije 3.500 godina, a Teuchitlani su je uzgajali prije svega za proizvodnju vlakana od listova za tkanine, konopce i papir, dok je stabljika služila kao građevni materijal, svježi listovi kao pokrov i gorivo, a iglice kao igle za šivanje i vrhovi strijelica. Mliječ je rabljena za proizvodnju neke vrste meda, ali i sok koji se koristio kao vidarski balzam, te se naposljetku i fermentirao za proizvodnju alkoholnog pića koje su Asteci zvali octli (kasnije je dobilo popularnije ime pulque). Teuchitlanski narodi su monopolom na uzgoj agave prikupili veliko bogatstvo koje se oćituje u njihovim opsežnim graditeljskim radovima od 200. – 900. god.
Na ovom području (tada poznatom kao "Nova Galicija") su, u vrijeme dolaska španjolskih franjevaca koji su osnovali selo Santiago de Tequila 1530. godine, živjeli narodi Chichimeca, Otomí, Tolteci i Nahua. God. 1541. indijanski narodi su su pobunili i ubili nekoliko franjevaca, te su se utaborili na planini-vulkanu Tequila. U listopadu je sam potkralj Nove Španjolske, Antonio de Mendoza, morao doći s vojskom iz grada Meksika kako bi okončao pobunu uhićenjem njihova vođe, Diega Zacatecasa. Cijena njegove slobode bilo je masovno pokrštavanje svih naroda Nove Galicije.
U samom gradu Tequili indijanci Caxcan su se asimilirali sa Španjolcima i upoznali ih s načinom priprave proizvoda d agave. Tequila je u gradu prvi put proizvedena kad su Španjolci, zbog slabe opskrbe alkoholnim pićima iz kolonijalnih središta, počeli destilirati lokalno piće od agave i tako dobili prvo domorodačko alkoholno piće Sjeverne Amerike, tzv. vino de mezcal.  
Osamdeset godina kasnije, oko 1600. god., Don Pedro Sánchez od Tagle, markiz od Altamire, počeo je masovno proizvoditi tequilu u prvoj tvornici u modernom Jaliscu. God. 1608., kolonijalni guverner je uveo porez na ovaj proizvod, a u okolici Tequile nikle su hacijende koje su se prije svega bavile uzgojom agave, i neke od njih su imale svoje destilerije. Porastom potražnje, 1758. godine osnovan je trgovački "Kraljevski put" (Camino Real) koji je povezivao Tequilu s lukom San Blas na Tihom oceanu, ali i s gradom Meksikom preko Guadalajare.
Tequila kakvu danas poznajemo počela se proizvoditi ranih 1800.-ih u Guadalajari, kada su osnovane velike destilerije u gradovima, a malene na hacijendama su propale te su se okrenule samo uzgoju agave, znatno proširivši površinu zasada. U 19. stoljeću uvedeni su uspješniji strojevi poput parnih pećnica i strojnih mlinova, a u prošlom stoljeću tequila je postala popularna diljem svijeta. 
Danas se uzgoj agave smatra dijelom meksičkog nacionalnog identiteta, a područje s nasadima agave i velikim starim destilerijama u Tequili, Arenalu i Amatitanu, nacionalnom baštinom. Zbog toga su postale svjetska baština 2006. god.
- Ulica u Tequili
- Crkva sv. Jakova
- Zasadi agave
- Staro naselje za radnike na plantažama agave
- Atrij muzeja tequile u Tequili

## Gradovi prijatelji
Tequila je zbratimljen sa sljedećim gradovima:
- Bollullos de la Mitación, Španjolska
- Cathedral City, SAD
- Jelenia Góra, Poljska
- La Quinta, SAD
- Martel, Francuska

## Vanjske poveznice
- Službena stranica grada (šp.)
- Galerija fotografija na službenim stranicama UNESCO-a  Arhivirana inačica izvorne stranice od 9. veljače 2012. (Wayback Machine) (engl.)